# Manoir d'Oittaa
Le manoir d'Oittaa (en finnois : Oittaan kartano) est un manoir situé dans le quartier Karhusuo de la ville d'Espoo en Finlande,.
Les manoirs d'Oittaa, de Pakankylä et de Bodom sont trois manoirs historiques construits autour du lac Bodom.

## Histoire
Au début du XVIe siècle, Oitta était une ferme prospère, dont le propriétaire vers 1510 était Mårten Persson. La ferme a servi de ferme équestre du XVIIe siècle jusqu'au début du XIXe siècle.
Les propriétaires d'Oitta aux XIXe et XXe siècles ont été le buraliste Konstantin von Fieandt (1868–1886), le seigneur libre Rabbe Gustav Otto Wrede (1895–1902), le colonel Georg Didrik von Essen (1902–1908), le vétérinaire Magnus Leopold Kjöllerfelt (1908– 1914) et le directeur de banque Anders Ismael Wiksten (1914-1936). 
En 1939, le domaine est pour la première fois mentionné comme étant un manoir, et il compte 440 hectares de terres, dont 100 hectares sont cultivés.
L'ancien bâtiment principal construit en 1870-1880 a été détruit dans un incendie en 1911, et Anders Wiksten a fait construire le bâtiment principal actuel d'Oitta, conçu par l'architecte Heikki Kaartinen en 1914-1916 sur l'ancienne fondation en pierre.
La grange en pierre construite à l'origine pour 55 vaches date de 1905.
En 1963, la propriété du manoir est passée de la famille Wiksten à la municipalité d'Espoo,.
Une partie des terres est devenue la zone de loisirs d'Oittaa.